# Алдоза
Алдоза е монозахарид с една алдехидна група в молекулата си и химична формула Cn(H2O)n. Глицералдехидът е най-простият от алдозите само с три въглеродни атома.
Алдозите имат поне един асиметричен въглероден атом (хирален център), което води до наличието на стереоизомери. Това означава, че алдозата може да има D- или L-форма при фишерова проекция. Биологичните системи по-често разпознават D-алдозите отколкото L-формите.
Алдозите изомеризират до кетози при трансформация по Lobry-de Bruyn-van Ekenstein.
|  |

Алдозите се различават от кетозите по положението на карбонилната група, която е в края на веригата, докато при кетозите тя е по-средата (най-често на втора позиция); този факт води до разлика в химичните им свойства. Качествена реакции за алдози е окислението им от амонячен разтвор на сребърен оксид, при което в епруветка се наблюдава как стените се покриват с елементарно сребро. Другият продукт от реакцията е карбоксилна киселина. Кетозите могат да бъдат разграничени чрез тест на Селиманов:
| Тест на Селиманов |